# Pandemia de COVID-19 en Letonia
Este artículo documenta los impactos de la pandemia de COVID-19 en Letonia y puede no incluir todas las principales respuestas y medidas contemporáneas.
Hasta el 21 de febrero de 2022, se contabiliza la cifra de 589,763 casos confirmados, 5,113 fallecidos y 445,154 pacientes recuperados del virus.

## Evolución

Número de casos (azul) y número de fallecidos (rojo) en una escala logarítmica.

El 31 de enero, el ministro de Relaciones Exteriores de Letonia amplió las directrices de viaje, alertando a los viajeros a no ir a Hubei, además de avisar sobre la necesidad de evaluar los posibles viajes a China de manera general. Recomendó, también, que todos los retornados de China que presentaran síntomas por coronavírus que buscaran orientación e informaciones médicas.
El 3 de febrero, una ciudadana letona que vivía en Wuhan fue evacuada en un avión del gobierno francés y llevada a París, donde quedó en cuarentena durante 14 días antes de poder partir hacia Riga. El 11 de febrero, Letonia donó ropas de protección, máscaras, respiradores y otros suplementos de prevención y control de epidemias a China.
El 27 de febrero, Estonia confirmó el primer caso de Covid-19, siendo un ciudadano iraní que se trasladó en autobús de Riga a Tallin. El hombre había partido originalmente de Irán y había volado desde Turquía hacia Riga, pasando por lo menos 2,5 horas en la ciudad y usando transporte público.
El 2 de marzo, las autoridades informaron de que un total de 114 personas habían sido objeto de pruebas por Covid-19; todas fueron negativas. Aun así, el Ministerio de Salud confirmó el primer caso de Covid-19 con fecha de 2 de marzo. Se trataba de una mujer que había viajado de Milán hasta Riga a través de Múnich. Al día siguiente, después de que la enferma mejorara considerablemente y diera negativo en la prueba, recibió el alta médica del Centro de Enfermedades Infecciosas de Letonia. Ese 2 de marzo, el gobierno letón destinó 2,6 millones de euros adicionales al Ministerio de Salud para implementar medidas contra el virus. Ilze Viņķél, ministro de la Salud, evaluó la preparación del país con nota ocho sobre diez.
El 8 de marzo, el Centro de Prevención de Control de Enfermedades local confirmó que un segundo paciente de Letonia había dato positivo en una prueba para la Covid-19, habiendo sido conducida al Centro de Enfermedades Infecciosas del Hospital de la Universidad Clínica Oriental de Riga. Conforme lo relatado, el segundo caso de Covid-19 fue el de una mujer que retornó de una estación de esquí en Breuil-Cervinia, en un vuelo Milán-Riga, el 7 de marzo. Hasta el 7 de marzo, las autoridades letonas habían realizado un total de 222 pruebas.
El 9 de marzo, el número de casos confirmados subió a 6. Todos los infectados habían retornado recientemente del norte de Italia. El día siguiente, el número de casos confirmados subió a 8. Ambas personas habían retornado de Italia. Desde el 29 de febrero, las pruebas realizadas ascendían a un total de 274 pruebas.
El 12 de marzo, el primer ministro Arturs Krišjānis Kariņš anunció el estado de emergencia y que, desde el 13 de marzo al 14 de abril, las reuniones públicas de más de 200 personas estaban prohibidas, además del cierre temporal de escuelas e instituciones educativas.
El 13 de marzo, el gobierno anunció apoyo financiero de mil millones de euros para empresas afectadas por el coronavirus, por medio del banco de desarrollo estatal ALTUM. El ministro de las Finanzas, Jānis Reirs, declaró que Letonia se encuentra en una buena posición financiera en comparación a la crisis financiera de 2008. El ministro de la Agricultura, Kaspars Gerhards, explicó que no se espera escasez de alimentos y que la producción interna de alimentos es capaz de suplir las necesidades de la población.
Una lista de medidas de precaución entró en vigor el 14 de marzo. El mismo día, Kariņš anunció que, a partir del 17 de marzo, los viajes internacionales estarían prohibidos; sin embargo, eso no afectaría a viajes privados a la Unión Europea, tanto para retorno de ciudadanos como para el flujo de mercancías. Además, todos los eventos públicos estarán prohibidos y las reuniones no pueden exceder de 50 participantes.

## Respuesta de la Unión Europea
A partir de finales del primer trimestre de 2020, varios de los Estados miembros de la Unión se confrontaron a la crisis sanitaria de la pandemia de COVID-19. El impacto mediático generado por la situación, precipitó a los gobiernos nacionales y a las instituciones europeas a una situación sin precedentes, que en marzo, llevó a que los Estados miembros aceptaran la recomendación emitida por la Comisión Von der Leyen sobre lo que deberían hacer para restringir la entrada en el territorio a los residentes extracomunitarios. Casi al mismo tiempo, la Comisión lanzó su primera reserva de material médico con el fin de repartirlo a los Estados de la Unión más afectados por la pandemia.
En abril se sucedieron numerosas acciones políticas en respuesta a la crisis. En primer lugar reaccionó el Banco Central Europeo (BCE) con un programa de compra de títulos para evitar el colapso de los mercados de deuda, lo que contribuyó a estabilizar la situación financiera. Entonces, tras ser aprobada por primera vez la denominada “cláusula general de salvaguarda” prevista para escenarios de graves crisis generalizadas que afecten a la eurozona, la Comisión pudo levantar los límites que fijaba el pacto de estabilidad y crecimiento. De esta forma se autorizó a los gobiernos nacionales a inyectar en la economía tanto dinero «como fuese necesario». A dicha flexibilización se añadieron también los cambios en la autorización de ayudas públicas, ya que la normativa permitió otorgar hasta 800.000 euros por compañía en forma de subvención directa o ventajas fiscales. De manera complementaria, el Eurogrupo logró un acuerdo la segunda semana de abril que estableció los detalles de la primera red de seguridad comunitaria contra los efectos de la pandemia.
Pero el anuncio más destacado llegó el 18 de mayo de 2020, cuando en una rueda de prensa Merkel y Macron presentaron un plan para la UE en el marco de la crisis de la pandemia. Este impulso se integró con varias acciones institucionales de las semanas anteriores, y sirvió de base al plan recuperación económica (Next Generation EU) presentado por Von der Leyen la semana siguiente. Empero, el anuncio conjunto de Merkel y Macron fue impulsado por un fallo del Tribunal Constitucional de Alemania, que días antes había puesto en duda la independencia del Banco Central Europeo (BCE) para mantener a flote las economías de los miembros más vulnerables de la organización, así como la gobernabilidad de la UE. Hasta entonces, Merkel —quien ocho años antes, en el punto más álgido de la crisis del euro, aseguró que no habría eurobonos «mientras yo viva»— se había opuesto a la propuesta de Macron para crear un fondo que obligaría a los 27 a aumentar la deuda de forma conjunta.
En diciembre de 2020, la vacuna Tozinameran contra la COVID-19 logró la autorización de comercialización en la UE. BioNTech (Societas europaea), el laboratorio al origen de dicho producto, había recibido más de 9 millones de euros de financiación de la UE para la investigación durante la década precedente. Además, en junio fue beneficiario de un préstamo de 100 millones de euros del Banco Europeo de Inversiones (BEI), respaldado por la UE. Esto ayudó al laboratorio alemán a ampliar sus capacidades de fabricación y a suministrar la vacuna a nivel mundial.
En el plano internacional, durante el mes de mayo la Comisión lanzó la "Respuesta mundial al coronavirus", una acción que perseguía el «acceso universal a vacunas, tratamientos y tests de coronavirus asequibles». En la primera jornada del evento quedó cubierto el objetivo monetario de 7400 millones de euros, más de un tercio de los cuales procedían de la UE y sus Estados miembros. Este “maratón mundial de donantes”, dio paso al lanzamiento de una campaña denominada Global Goal: Unite for our Future que culminó el 27 de junio con una cumbre mundial de donantes, presidida por Von der Leyen, que recaudo 6.150 millones de euros.